# Radikalteologer
Radikalteologer är ett populärt samlingsnamn för teologer som söker förena och förklara människans existens, antropologi och kristen teologi med modernt sekulariserat, filosofiskt, språkanalytiskt och psykologiskt tänkande. 
Några representanter för något nyare strömningar (omkring 1930-1970):
- Rudolf Bultmann, "avmytologisering"
- Paul Tillich, "uniform concern" / "yttersta angelägenhet""
- Dietrich Bonhoeffer, människans autonomi
- John A.T. Robinson
- Paul Van Buren
- Gud-är-död-teologi: 
  - Gabriel Vahanian
  - Dorothee Sölle
  - William Hamilton
  - Thomas Altizer